# Термінал ЗПГ Дхамра
Термінал ЗПГ Дхамра –  інфраструктурний об’єкт для імпорту зрідженого природного газу (ЗПГ), який знаходиться на східному узбережжі Індії в штаті Одіша.
На початку 21 століття на тлі зростання енергоспоживання в Індії виник дефіцит природного газу, для покриття якого почали споруджувати термінали по прийому ЗПГ. Об’єкт у Дхамрі став сьомим за часом спорудження (після терміналів ЗПГ Дахедж, Хазіра, Дабхол, Кочі, Мундра та Енноре) і другим на східному узбережжі країни. Проект реалізували на паритетних засадах індійська Adani Group та французький енергетичний гігант Total (викупив права у індійських нафтогазової IOCL та газотранспортної GAIL, що первісно мали участь на рівні 39% та 11% відповідно).
Проектна потужність терміналу складає 5 млн.т на рік, а для зберігання ЗПГ споруджено два резервуари ємністю по 180000 м3. Енергетичні потреби забезпечує власна електростанція з трьома газовими турбінами потужністю по 9,65 МВт.
Причал терміналу розмістили на виході у Бенгальську затоку з естуарію Дхамра (спільна частина течії річок Брахмані та Байтарані). Наявні тут природні острови дозволяють терміналу діяти протягом всього року без спорудження хвилеламу (саме необхідність будівництва потужних хвилеламів для захисту від штормів під час муссонів призвела до серйозних проблем для індійських терміналів у Дабхолі та Джафрабаді). Глибина біля причалу становить 18 метрів, що дозволяє приймати газовози ємністю від 40 тис м3 до 265 тис м3.
Регазифікована продукція надходить до системи Дхамра – Бокаро. Також термінал має обладнання для перевантаження ЗПГ на малі газовози та відправки його до споживачів спеціалізованими автоцистернами.
У квітні 2023-го термінал прийняв перший вантаж ЗПГ, який доставив з катарського заводу у Рас-Лаффані танкер «Milaha Ras Laffan».